# Тель-Каркур
Тель-Каркур или Каркар — это название древнего города на северо-западе Сирии, известного из неоассирийских источников. Это было место одного из самых важных сражений древнего мира, битвы при Каркаре, произошедшего в 853 году до н. э., когда армия Ассирии во главе с царём Салманасаром III столкнулась с войсками из 11 местных царств. Лидерами этого специального союза были Хадад-Эзер (Бен Хадад) из Дамаска и израильский царь Ахав. Ассирийские войска Салманасара одержали победу над Ирхулени, царём Хамата. Однако коалиция финикийцев и сирийцев с Израилем и арабами-кедаритами ждала Салманасара, когда он двинулся на юг, что привело ко второй битве в самом Каркаре.
Лучшим историческим источником о битве и городе Каркар является монолит Курха, воздвигнутый Салманасаром III. В тексте перечислены цари, с которыми он сражался, количество воинов и колесниц, поставленных каждым из этих царей, и описана сама битва. В монолите говорится, что Салманасар III сражался с союзом 12 царей, но перечислено только 11. На монолите было отмечено множество других ошибок писцов.

## Город
Древний город Каркар обычно ассоциируется с археологическими раскопками Тель-Каркур, расположенными в долине реки Оронт на западе Сирии, на западном берегу реки Оронт, в одном километре к западу от современной деревни Каркур на восточном берегу. С 1993 года здесь ведутся раскопки, спонсируемые Американскими школами восточных исследований. На сегодняшний день в ходе раскопок были обнаружены материалы, относящиеся ко многим периодам долгой оккупационной истории этого места, включая сооружения, относящиеся к общему периоду битвы при Каркаре, в том числе впечатляющие оборонительные сооружения города железного века.
Каркар не следует путать с Каркаром или Каркарой, городом, расположенным в современном Ираке вблизи древних Уммы и Адаба, который ещё не идентифицирован ни с одним современным городом.

## Уничтожение города
С 2014 по сентябрь 2017 года террористическая Исламская партия Туркестана, ответвление Аль-Каиды, уничтожала город. Появились сообщения о том, что разрушения, которые можно увидеть на спутниковых снимках, были произведены под наблюдением неизвестных гражданских лиц, которые не были ни сирийцами, ни членами Исламской партии Туркестана.